# レッドシャツ
レッドシャツ（赤シャツ、赤服、redshirt）は、ストックキャラクターのひとつで、登場してすぐに死んでしまう役を示す。テレビシリーズ『宇宙大作戦（スタートレック）』で赤いシャツを着た保安部員がたびたび殺されることが語源であり、レッドシャツの死はメインキャラクターらが直面する危険を表現することに使われる。

## 語源
『宇宙大作戦（スタートレック）』において、主人公に随行する赤い制服を着た保安部員、技師たちが着陸してすぐ死ぬことがよくある。最初にレッドシャツが登場したのは第1シーズン第7話の『コンピューター人間』。そのシリーズでは死んだ乗組員59人のうち実に43人（全体の73％）が赤いシャツを着ていた。『スタートレック:ディープ・スペース・ナイン』に関する本『Legends of the Ferengi』では、宇宙艦隊の保安部員は「第2幕まで生き延びているのは稀」としている。2009年のリブート作『スター・トレック』でグレッグ・エリス扮するオルソンが早々と死ぬが、オリジナル・シリーズへのオマージュとして赤い服を着ていた。

## 応用
他のメディアでも、「レッドシャツ」という語と赤い服を着ているキャラクターは、死や不幸を運命づけられた使い捨てキャラクターに使われるようになった
『スター・トレック』のパロディ映画である『ギャラクシー・クエスト』ではレッドシャツのパロディに当たるガイ・フリーグマン（サム・ロックウェル）が登場する。
ジョン・スコルジーのヒューゴー賞 長編小説部門およびローカス賞 SF長編部門受賞作『Redshirts: A Novel with Three Codas』はレッドシャツのパロディ本である。
『Redshirt』というPCゲームもある。